# Judith Stadlin
Judith Stadlin (* 1965 in Zug) ist eine Schweizer Schriftstellerin, Schauspielerin und Kabarettistin.

## Leben
Judith Stadlin hat die Schulen bis zur Matura in Zug besucht. Danach hat sie die Schauspiel- und Tanzausbildung in Zürich, Wien und Rom absolviert. Anschliessend an der Universität Zürich Germanistik und Musikwissenschaft studiert. 
Stadlin ist als Schauspielerin, Regisseurin, Sprecherin und Bühnenkünstlerin solo und in Ensembles tätig. Seit 1982 war sie in verschiedenen Funktionen an zahlreichen Tanz- und Theaterproduktionen beteiligt und leitete solche. Sie unterrichtet auch Bühnentanz in Zürich. Sie ist Autorin zahlreicher Bücher und Bühnenprogramme. Unter anderem ist sie die Gründerin und Leiterin der Komikerinnentruppe LES SERWOES NERWOES. Einige Bücher verfasste die gemeinsam mit dem Schriftsteller und Historiker Michael van Orsouw, mit dem sie seit 2003 verheiratet ist. Zusammen mit van Orsouw ist sie seit 2005 auch das Kulturlabel Satz und Pfeffer und seit 2007 die Satz&Pfeffer-Lesebühne im kleinen Theater Oswalds Eleven an der St. Oswalds-Gasse in Zug. Im Oswalds Eleven finden immer am 11. des Monats Leseshows statt, auch von internationalen Gästen. Von Oktober 2018 bis Juni 2020 erschien im Blick alle zwei Wochen die gemeinsam mit van Orsouw verfasste Kolumne Leuthen Vonz Heuthen, die vollständig aus Ortsnamen bestand.

## Werke
- Die Schweiz ist eine Kuhgell, Olten, Knapp, 2014 (Radiosatiren und Slamtexte)
- Häschtääg zunderobsi, Basel, Zytglogge, 2020 (Geschichten, Satiren, Sprachspielereien in Zugerdialekt)
- Ein Quantum Toast, Basel, Zytglogge, 2023 (Spoken Word zum Lesen und Schauen in Deutsch und Dialekt)

### Kriminalromane
- zusammen mit Michael van Orsouw: Rötelsterben. Gorans erster Fall. Knapp, Olten 2015, ISBN 978-3-90631-113-5.
- zusammen mit Michael van Orsouw: Der Kirschtote. Gorans zweiter Fall. Knapp, Olten 2017, ISBN 978-3-90631-133-3.
- zusammen mit Michael van Orsouw: Zuger Todesfelle. Dörlemann, Zürich 2025, ISBN 978-3-03820-164-9.

### Biografien
- zusammen mit Michael van Orsouw und Monika Imboden: Adelheid, Frau ohne Grenzen. Das reiche Leben der Adelheid Page-Schwerzmann, Zürich, Verlag Neue Zürcher Zeitung, 2003 (Biografie)
- zusammen mit Michael van Orsouw und Monika Imboden: George Page – der Milchpionier, Die Anglo-Swiss Condensed Milk Company bis zur Fusion mit Nestlé, Schlieren, Neue Zürcher Zeitung, 2005 (Biografie)

### Erzählungen und andere Prosatexte
- zusammen mit Michael van Orsouw: Alle Echte Orth. Geschichten aus Ortsnamen, Zürich, Nagel & Kimche, 2018 (Erzählungen)
- zusammen mit Michael van Orsouw: Die Städte-Rallye. Minimal-Geschichten, die die Landkarte schrieb. Erstaunlich, unverblümt und poetisch, Zürich, Helden, 2006 (Erzählungen)
- zusammen mit Michael van Orsouw und Mike van Audenhove (Illustrationen): Platz da ... 100 Jahre Reformierte Kirche Zug. Wo Wege sich kreuzen, Zürich, Chronos, 2006 (Kurzgeschichten)
- zusammen mit Michael van Orsouw: Vill Lachen, Ohnewitz! Geschichten aus Ortsnamen, Frankfurt am Main, Eichborn, 2010 (Erzählungen)
- zusammen mit Michael van Orsouw: Spiel uns das Lied von Zug, Olten, Knapp, 2012 (Kurzgeschichten)

### Bühnenprogramme
- 2012: Mutter reimt sich auf Futter (Solo-Textprogramm)
- 2013: Die Schweiz ist eine Kuhgell (Livelieteraturprogramm)
- 2019: Der Name der Hose (Liveliteraturprogramm)